# Rhipidoglossum xanthopollinium
Rhipidoglossum xanthopollinium é uma espécie de orquídea, família Orchidaceae, que existe em onze países da África tropical. Trata-se de planta epífita, monopodial com caule que mede pelo menos vinte centímetros de comprimento e tem folhas alternadas ao longo de todo o caule; cujas pequenas flores tem um igualmente pequeno nectário sob olabelo.

## Publicação e sinônimos
- Rhipidoglossum xanthopollinium (Rchb.f.) Schltr., Beih. Bot. Centralbl. 36(2): 81 (1918).

Sinônimos homotípicos:
- Aeranthes xanthopollinia Rchb.f. in W.G.Walpers, Ann. Bot. Syst. 6: 190 (1865).
- Epidorkis xanthopollinia (Rchb.f.) Kuntze, Revis. Gen. Pl. 2: 659 (1891).
- Mystacidium xanthopollinium (Rchb.f.) T.Durand & Schinz, Consp. Fl. Afric. 5: 55 (1894).
- Angraecum xanthopollinium (Rchb.f.) Schltr., Bot. Jahrb. Syst. 26: 344 (1899).
- Diaphananthe xanthopollinia (Rchb.f.) Summerh., Kew Bull. 14: 143 (1960).

Sinônimos heterotípicos:
- Aeranthes erythropollinia Rchb.f., Flora 48: 190 (1865).
- Aeranthes gerrardii Rchb.f., Flora 50: 117 (1867).
- Mystacidium gerrardii (Rchb.f.) Bolus, J. Linn. Soc., Bot. 25: 187 (1889).
- Epidorkis erythropollinia (Rchb.f.) Kuntze, Revis. Gen. Pl. 2: 660 (1891).
- Epidorkis gerrardii (Rchb.f.) Kuntze, Revis. Gen. Pl. 2: 660 (1891).
- Angraecum gerrardii (Rchb.f.) Bolus, Icon. Orchid. Austro-Afric. 1(1): 7 (1893).
- Mystacidium erythropollinium (Rchb.f.) T.Durand & Schinz, Consp. Fl. Afric. 5: 52 (1894).
- Listrostachys scheffleriana Kraenzl., Bot. Jahrb. Syst. 33: 75 (1902).
- Mystacidium peglerae Bolus, Trans. S. African Philos. Soc. 16: 146 (1905).
- Mystacidium mahonii Rolfe, Bull. Misc. Inform. Kew 1906: 116 (1906).
- Rhipidoglossum gerrardii (Rchb.f.) Schltr., Beih. Bot. Centralbl. 36(2): 80 (1918).
- Rhipidoglossum peglerae (Bolus) Schltr., Beih. Bot. Centralbl. 36(2): 80 (1918).
- Diaphananthe peglerae (Bolus) Summerh., Kew Bull. 14: 143 (1960).